# Bo Derek

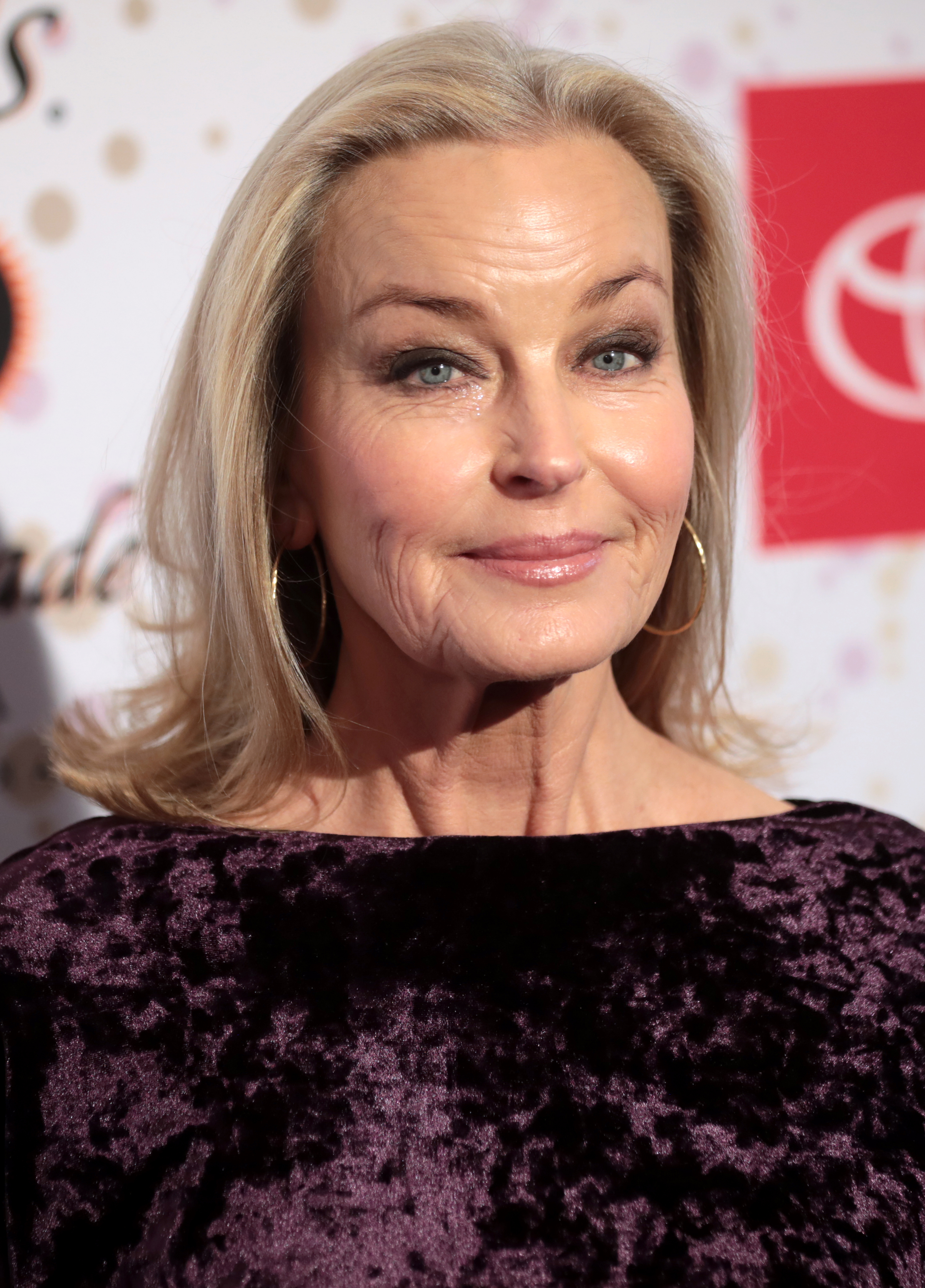
Bo Derek (2022)

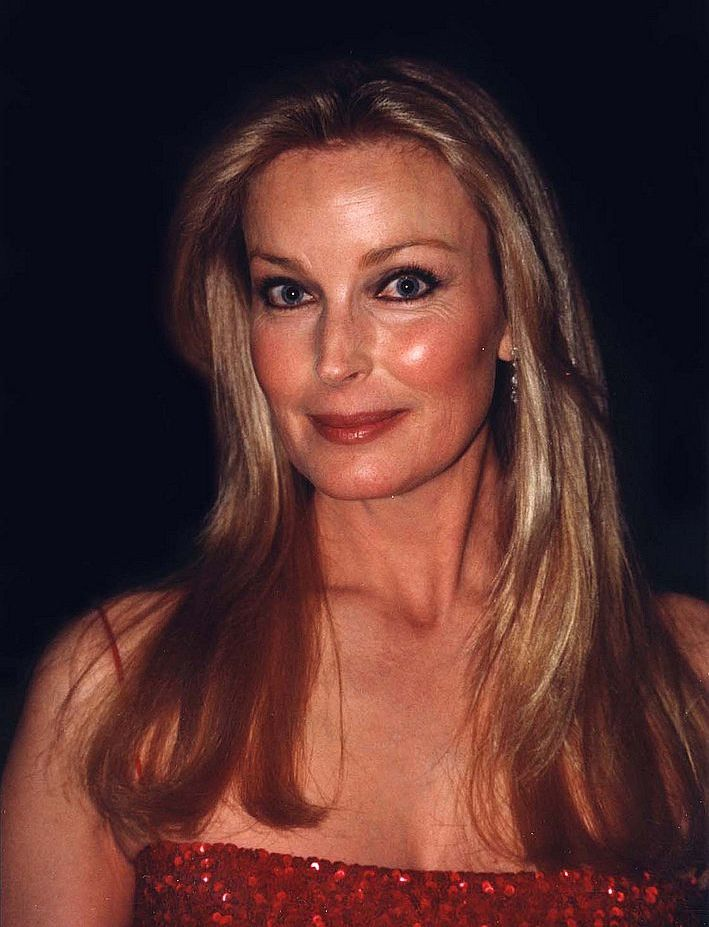
Bo Derek (1998)

Bo Derek (* 20. November 1956 als Mary Cathleen Collins in Long Beach, Kalifornien) ist eine US-amerikanische Schauspielerin. Sie galt in den 1980er Jahren als Sexsymbol.

## Persönliches
Derek wurde als eines von vier Kindern des Bootshändlers Paul Collins und seiner Ehefrau Norma geboren. Sie ist die spätere Stieftochter des Stuntmans Bobby Bass. 1974 absolvierte Bo Derek die Nathaniel Narbonne High School in Harbor City. Von 1974 bis zu seinem Tod im Jahr 1998 war sie mit dem amerikanischen Schauspieler und Regisseur John Derek verheiratet.
Seit 2002 ist sie mit dem Schauspieler John Corbett liiert und seit 2020 verheiratet.

## Karriere
Einem breiten Publikum wurde Derek durch die Hauptrolle in dem 1979 gedrehten Film Zehn – Die Traumfrau bekannt, für den sie als Beste Nachwuchsdarstellerin für den Golden Globe Award nominiert wurde. In dieser Komödie, die mit einem Einspielergebnis von rund 75 Millionen Dollar zu einem Kassenschlager wurde, verführt sie einen Musicalkomponisten (dargestellt von Dudley Moore) zu den Klängen von Maurice Ravels Boléro.
Obwohl sie durch Zehn – Die Traumfrau zum weltweit bekannten Sexsymbol wurde, konnte Derek von diesem Erfolg nicht dauerhaft profitieren. In den 1980er Jahren spielte sie unter der Regie ihres Ehemannes John Derek in freizügiger Manier Hauptrollen in Filmen wie Tarzan – Herr des Urwalds (1981), Ekstase (1984) und Mein Geist will immer nur das Eine … (1990), die von der Kritik verrissen wurden und beim Publikum auf immer weniger Interesse stießen. Profiliertere Filmrollen blieben aus.
Für ihre Darstellungen erhielt Derek mehrfach eine Nominierung für die Goldene Himbeere als schlechteste Schauspielerin. Auch in der Kategorie Schlechteste Schauspielerin der 1980er Jahre bekam sie diesen Preis verliehen. Seit den 1990er Jahren ist sie fast nur noch in TV-Produktionen oder kostengünstig gedrehten Filmen mit meist wenig Publikum zu sehen.

## Filmografie
- 1977: Orca, der Killerwal (Orca)
- 1979: Zehn – Die Traumfrau (10)
- 1980: Jahreszeiten einer Ehe (A Change of Seasons)
- 1981: Fantasies
- 1981: Tarzan – Herr des Urwalds (Tarzan The Ape Man)
- 1984: Ekstase (Bolero)
- 1990: Mein Geist will immer nur das Eine … (Ghosts Can’t Do It)
- 1992: Die Schokoladenprinzessin (Amour et chocolat, Fernsehfilm)
- 1992: Sognado la California
- 1994: Im Netz der Begierde (Woman of Desire)
- 1994: Blondes Gift – Die zwei Gesichter einer Frau (Shattered Image, Fernsehfilm)
- 1995: Tommy Boy – Durch dick und dünn (Tommy Boy)
- 1998: Wind on Water (Fernsehserie, vier Folgen)
- 1999: Drew Carey Show (The Drew Carey Show, Fernsehserie, eine Folge)
- 2000: Emeril (Fernsehserie, eine Folge)
- 2000: Frauenpower (Family Law, Fernsehserie, eine Folge)
- 2000: Queen of Swords (Fernsehserie, eine Folge)
- 2000: Murder at the Cannes Film Festival (Fernsehfilm)
- 2001: Ein Trio zum Anbeißen (Two Guys And A Girl, Fernsehserie, drei Folgen)
- 2001: Im Labyrinth der Angst (Frozen with Fear)
- 2001: Horror 101
- 2001: Sunstorm
- 2002: Meister der Verwandlung (The Master of Disguise)
- 2003: Malibu’s Most Wanted
- 2003: Lucky (Fernsehserie, eine Folge)
- 2003–2005: Eine himmlische Familie (7th Heaven, Fernsehserie, drei Folgen)
- 2004: Notruf aus der Todeszelle (Life in the Balance)
- 2005: Crusader (Fernsehfilm)
- 2005: Still Standing (Fernsehserie, eine Folge)
- 2006: Fashion House (Fernsehserie, 40 Folgen)
- 2011: The Hunt for the I-5 Killer (Fernsehfilm)
- 2012: Chuck (Fernsehserie, eine Folge)
- 2012: CSI: Miami (Fernsehserie, eine Folge)
- 2013: Highland Park
- 2015: Sharknado 3 (Sharknado 3: Oh Hell No!, Fernsehfilm)
- 2017: Völlig Verrückte Weihnachten (Christmas in the Heartland, Fernsehfilm)
- 2018: 5 Weddings
- 2018: Sharknado 6: The Last One (The Last Sharknado: It’s About Time, Fernsehfilm)
- 2020: JL Family Ranch – The Wedding Gift (Fernsehfilm)

## Veröffentlichungen
- Riding Lessons. Everything That Matters in Life I Learned from Horses, ReganBooks: 2002